# Salomó ben Reuben Bonafed
Salomó ben Reuben Bonafed, conegut també com a Astruc Bonafeu (1370-1448) fou un poeta jueu català.

## Biografia
Probablement va néixer a Barcelona, però passa gran part de la seva vida entre Tàrrega, Santa Coloma de Queralt, Seròs, Saragossa i Belgit.
El seu pare, Reuben Bonafed, que consta com a secretari de l’aljama barcelonina (1376-77 i 1383), tenia una vinculació estreta amb els Avengenà, una de les famílies de banquers que més contribuïa a sufragar la reialesa.
Quan Salomó es casa amb Regina, aquesta li cedeix la meitat de la casa que posseïa al call major de Barcelona. La parella es desplaça a Santa Coloma de Queralt entre 1388 i 1390; possiblement s’hi estableixen, atès que a la Vila no es van viure episodis violents en els avalots que es produeixen el 1391 a Catalunya contra les comunitats hebrees. En el fons notarial de la Vila, Salomó hi és documentat, com a Astruc Bonafeu, en registres de 1390, 1391, 1392, 1407, 1408 i 1409.
Quan se celebren les disputes de Tortosa (1414) es troba vivint a Serós. Entre 1415 i 1417 torna a mudar-se, en aquest cas per viure a Tàrrega. Durant aquests anys, ell i Regina segueixen vinculats a Santa Coloma, on viuen els seus fills Vital i Reuben; de fet, Selomoh mantindrà una casa al call colomí fins a 1423; aquell any, ja s’ha vist obligat a adoptar el nom cristià Andreu Escales, se’l troba documentat a Barcelona treballant a Barcelona.
La traça de Salomó es perd fins a 1445, quan és substituït com a rabí de l’aljama de Saragossa per Jucé ben Josuá. Indignat pel fet que no renovessin la confiança en ell es desplaça a Bellxit, on escriu una obra mordaç contra els principals membres de l’aljama aragonesa. L’última referència sobre la seva vida, documentada en un dels poemes que va escriure, data de 1448. En aquells moments ja devia ser molt vell i no tardaria a morir.

## Pensament i obra
Salomó renega del cristianisme com a creença i critica amb duresa els jueus conversos, però no té inconvenient en reconèixer la superioritat dels cristians en algunes disciplines intel·lectuals. Considera que si els jueus haguessin accedit a l’obra d’Aristoteles a través de Boeci, i no pas d’Averrois, haurien aconseguit una formació intel·lectual més elevada. Salomó també és coneixedor de les teories sobre lògica de Pere Hispà, Albert el Gran, Tomàs d’Aquino, Joan Duns Scott i Guillem d’Occam.
La producció literària de Salomó es coneix gràcies a la conservació d’un diwan custodiat a la Biblioteca Bodleiana d’Oxford. És el cantor de l’agonia del judaisme a Catalunya durant els segles XIV i XV, verseja els esdeveniments tràgics de la seva època. Segons Ana María Bejarano, les seves obres han de ser llegides com un testimoni directe del seu entorn social i personal.
Quant a l'estil, les seves obres beuen del llegat líric hebreu de les influències de la poesia catalano-provençal. Ell mateix es descrigué com la darrera baula de la cadena dels grans poetes clàssics jueus andalusins. I així fou. Després del 1492, el silenci.